# Jia
Pour les articles homonymes, voir Jia (homonymie).
Jia, ou kia (甲, jiǎ) est la première des dix tiges célestes du cycle sexagésimal chinois.
Elle correspond dans la théorie du yin et yang au yáng et dans la théorie des cinq éléments à l'élément bois. Elle est associée au point cardinal est. Comme le caractère jia représente la carapace d'une tortue, dans la théorie du cycle sexagésimal représentant la croissance des plantes, le jia représente la coque d'une graine.
En chinois et en japonais, le caractère jia représente souvent le premier élément d'une liste : la lettre A, la note « très bien », etc. Il sert également en chimie organique à représenter le groupe méthyle. Par exemple : méthane (甲烷 jiǎwán), acide méthanoïque (甲酸 jiǎsuān), méthanol (甲醇 jiǎchún), etc.
Les années en jia sont celles du calendrier grégorien finissant par 4 : 1984, 1994, 2004, 2014, etc.
Dans le cycle sexagésimal chinois, la tige céleste jia s'associe avec les branches terrestres zi, xu, shen, wu, chen et yin pour former les combinaisons :
- Jiazi (甲子) = 1
- Jiaxu (甲戌) = 11
- Jiashen (甲申) = 21
- Jiawu (甲午) = 31
- Jiachen (甲辰) = 41
- Jiayin (甲寅) = 51

Le jia est un vase, le plus souvent en bronze, dont la forme initiale est dérivée du jue, à l'époque d'Erlitou. 